# Lo mejor que le puede pasar a un cruasán
Lo mejor que le puede pasar a un cruasán es la primera novela del autor Pablo Tusset. Fue publicada en 2001. Ya se ha estrenado su adaptación cinematográfica de la mano de Paco Mir y con la colaboración de Pablo Carbonell.

## Argumento
Pablo José Miralles, treintañero inadaptado y vacilón, holgazán, misógino, prostibulario, además de pariente pobre y conocido filósofo en la Red, se encuentra con un enigma a resolver en el mismo Barcelona.
A bordo de un deportivo, y con un humor inteligente, excéntrico y mordaz, Miralles nos conduce por una intrigante trama salpicada de alegrías etílicas, escarceos venéreos y páginas Web de dudoso contenido: el esclarecimiento de la repentina desaparición de su hermano, The First, presidente de Miralles & Miralles, la prospera empresa familiar. ¿Una fuga con la amante?, ¿La venganza de algún competidor estafado?, ¿Un secuestro? De la mano de Pablo, conoceremos a muchos personajes pintorescos. Pero lo que empezó como una misteriosa desaparición irá adquiriendo calidades oníricas y terminará llevando a nuestro Pablo José hasta la Fortaleza: una invisible ciudadela incardinada en la entraña misma de esta nueva Barcelona de una organización llamada los prodigios que capturan y agreden a Pablo y a su hermano.